# Andrzej (Petkow)
Andrzej, imię świeckie Stojan Nikołow Petkow (ur. 31 grudnia 1886 we Wraczeszu, zm. 9 sierpnia 1972 w Sofii) – bułgarski biskup prawosławny.

## Życiorys
W latach 1903–1909 uczył się w seminarium duchownym w Sofii, po czym wyjechał do Rosji na studia na Moskiewskiej Akademii Duchownej. Przerwał naukę, by wrócić do kraju i walczyć w wojnach bałkańskich. Następnie powtórnie udał się do Moskwy. Podczas I wojny światowej, w latach 1914–1915, był sanitariuszem w armii rosyjskiej. W 1916 ukończył studia teologiczne i przez dwa kolejne lata pracował w Piotrogrodzie jako nauczyciel. Po rewolucji październikowej wrócił do Bułgarii.
W 1919 został zatrudniony na stanowisku sekretarza, a następnie inspektora w wydziale wyznań bułgarskiego Ministerstwa Spraw Wewnętrznych. W latach 1921–1926 wykładał w seminarium duchownym w Sofii, zaś przez trzy kolejne lata kierował wydziałem oświaty i kultury przy Świętym Synodzie Bułgarskiego Kościoła Prawosławnego. 14 grudnia 1928 złożył wieczyste śluby mnisze, przyjmując imię zakonne Andrzej. Dzień później został wyświęcony na diakona, 16 grudnia – na kapłana, zaś 19 grudnia otrzymał godność archimandryty.
20 kwietnia 1929 przyjął chirotonię biskupią z tytułem biskupa welickiego i został wikariuszem metropolii warneńskiej i wielkopresławskiej. W 1937 Święty Synod skierował go do służby duszpasterskiej w Stanach Zjednoczonych, gdzie miał opiekować się bułgarską diasporą.
W 1942 przybył do Stambułu w celu zorganizowania pogrzebu biskupa gławinickiego Klemensa, namiestnika Egzarchatu Bułgarskiego w Konstantynopolu. Pozostał w Turcji przez trzy lata, pełniąc obowiązki namiestnika egzarchatu. W 1945 razem z metropolitami newrokopskim Borysem i tyrnowskim Sofroniuszem prowadził negocjacje z Patriarchatem Konstantynopolitańskim w sprawie uznania kanoniczności Cerkwi bułgarskiej. Po pomyślnym zakończeniu rozmów ponownie wyjechał do Stanów Zjednoczonych.
26 lipca 1947 sobór duchowieństwa i świeckich bułgarskiej metropolii w Stanach Zjednoczonych wybrał biskupa Andrzeja na bułgarskiego metropolitę amerykańskiego. Sobór odbył się bez zgody Świętego Synodu Bułgarskiego Kościoła Prawosławnego, który pod bezpośrednim naciskiem władz bułgarskich nie uznał tego wyboru. Dopiero w 1963 Synod uznał, że metropolita Andrzej kanonicznie kierował amerykańskimi strukturami Kościoła. Utworzył wówczas trzy eparchie – amerykańską, kanadyjską i australijską, powołując Andrzeja na zwierzchnika pierwszej z nich z tytułem metropolity nowojorskiego. W Stanach Zjednoczonych metropolita Andrzej tworzył nowe bułgarskie parafie, stowarzyszenia religijno-kulturalne i oświatowe. Był autorem szeregu prac teologicznych.
Zmarł w 1972 w Sofii i został pochowany w cerkwi św. Jana Rylskiego w Tyrgowiszte.